# Faraoanele, Vrancea
Faraoanele este un sat în comuna Vârteșcoiu din județul Vrancea, Muntenia, România.

## Personalități
- Valeriu Pantazi (1940-2015), poet, scriitor și pictor român.
- Mihai N. Mihăilă (n. 1948), academician român, inginer, membru corespondent (1999) al Academiei Române

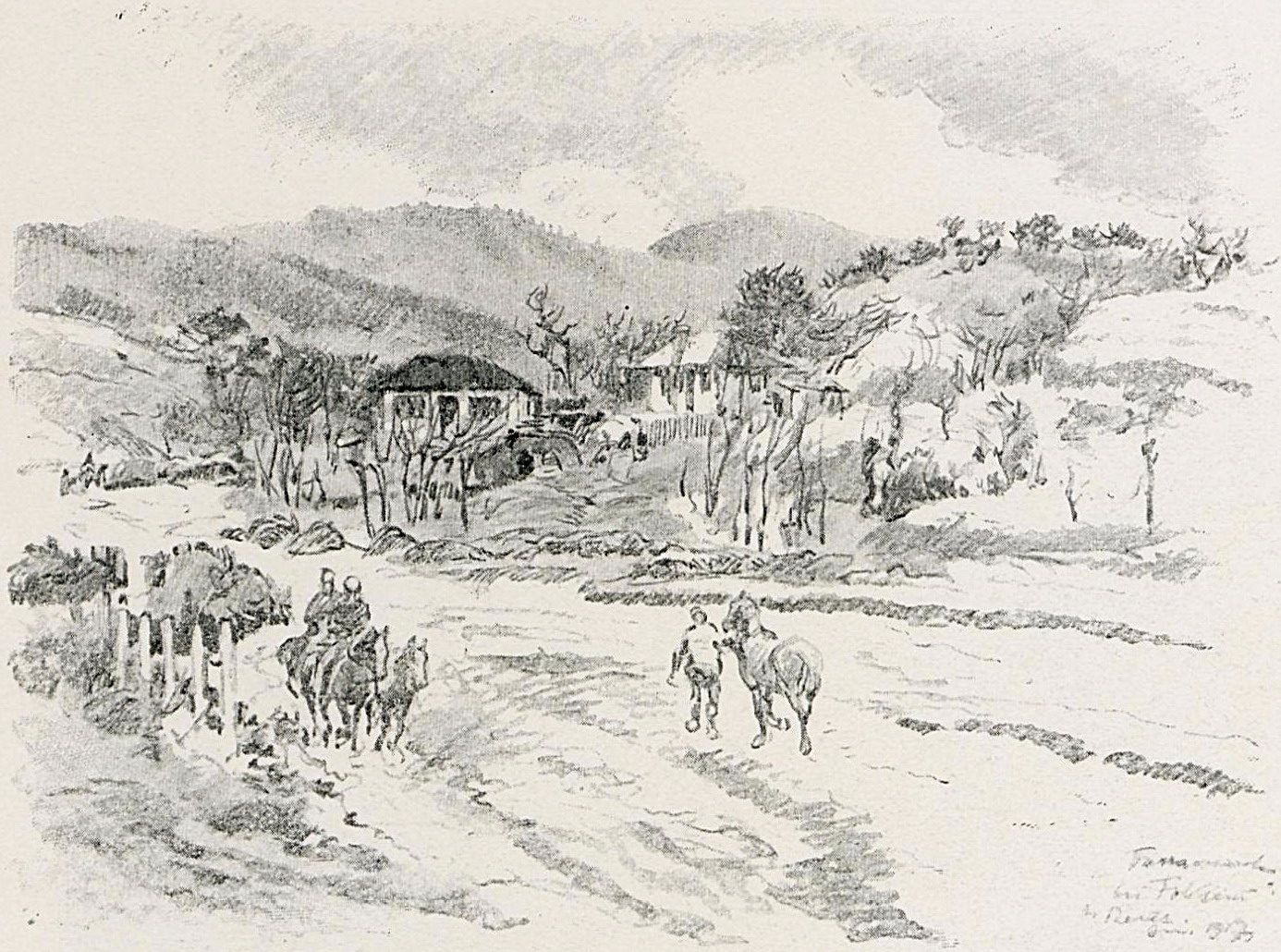
Faraoanele, 1916, desen de pictorul german Albert Reich (1881-1942)

 Acest articol despre o localitate din județul Vrancea este deocamdată un ciot. Puteți ajuta Wikipedia prin completarea lui.